# Gran parada
Gran parada fue un programa musical y de variedades emitido por Televisión Española entre 1959 y 1963, con realización entre otros de Fernando García de la Vega y Gustavo Pérez Puig.

## Formato
Se trataba del clásico programa de variedades que combinaba actuaciones musicales y sketches de humor.

## Historia
El espacio, producido por Movierecord, puede ser considerado como el primer gran programa de su género emitido por la televisión en España. Tomaba el relevo de La hora Philips y Festival Marconi, emitidos durante los primeros meses de funcionamiento del medio en España, aunque contaron con unos recursos mucho más reducidos de los que disfrutaría Gran parada.
El espacio se emitía desde el teatro Fomento de las Artes, alquilado por TVE para este y otros programas, dada la estrechez de los estudios del Paseo de La Habana en Madrid. Gilles Margaritis, el más importante realizador francés para espectáculos de este tipo, fue el responsable del programa de inauguración,  y durante su tiempo de emisión mantuvo una cierta rivalidad con Club Miramar, un programa de similares características que se grababa en los estudios que TVE poseía en Barcelona.
El espacio alcanzó una enorme popularidad entre el público del momento y en el mismo se utilizó la denominada técnica del playback, que había llegado a TVE años antes de la mano de Gustavo Pérez Puig y el espacio lírico Teatro Apolo.
Fue el primer programa de televisión en España en emitir imágenes pregrabadas, mediante el uso del magnetoscopio, concretamente una actuación de Xavier Cugat y Abbe Lane.

## Presentadores
Hasta octubre de 1961, el programa no contaba con un presentador fijo. Desde entonces cumplieron esa función varios presentadores (en aquella época llamados locutores), destacando entre otros Pepe Iglesias, el Zorro; Torrebruno; Coque Valero; Isabel Bauzá; Ana María Solsona, y finalmente, en la temporada 1963-1964, el cómico Tony Leblanc. Además, fue colaborador habitual el humorista Ángel de Andrés.

## Curiosidades
- La más tarde popularísima actriz Lina Morgan debutó en televisión como colaboradora del programa en pequeños sketches humorísticos.

## Estrellas invitadas
Entre los artistas que desfilaron por el plató del programa, se incluyen:
- Rosa Morena
- Lola Flores
- Los H.H.
- Antonio el Bailarín
- Dúo Dinámico
- Raphael
- Marujita Díaz
- Rocío Jurado
- Domenico Modugno
- Diana Dors
- Alfredo Kraus
- Jacques Brel
- Gigliola Cinquetti
- Paquita Rico
- Luis Mariano
- Sacha Distel
- Antonio Molina
- Nati Mistral
- María Dolores Pradera